# Stefano di Giovanni
Stefano di Giovanni di Consolo (kolem 1392, Siena nebo Cortona – 1450 nebo 1451 Siena) byl italský malíř rané renesance, hlavní představitel sienské malby své doby. Od 18. století je doloženo jeho označení také jako Sassetta, i když tato přezdívka zřejmě nebyla používána za malířova života. O jeho mládí není mnoho známo, prvním jeho zanamenaným dílem je oltář z let 1423–1426. K jeho hlavním dílům patří například Madona na sněhu, obraz pro hlavní oltář sienské katedrály. Jeho učněm nejspíš byl Francesco di Giorgio e di Lorenzo, známý pod jménem Vecchietta. Stefano di Giovanni zemřel na zápal plic, který si přivodil při výzdobě sienské brány Porta Romana.